# 동서대로 (천안시)
동서대로(Dongseo-daero)는 충청남도 천안시 동남구 버들육거리에서 충청남도 천안시 서북구 백석동까지 이르는 총 연장 2.7 km의 도로이다.

## 주요 경유지
충청남도
- 천안시 동남구 신안동 - 서북구 (성정동 - 부성동 - 백석동)

## 노선 경로
| 이름                     | 접속 노선                      | 경유지 | 경유지 | 경유지 | 비고 |
| ------------------------ | ------------------------------ | ------ | ------ | ------ | ---- |
| 역말오거리 (동서고가교)  | 국도 제1호선 (천안대로) 중앙로 | 천안시 | 동남구 | 신안동 |      |
| 인쇄창사거리             | 봉정로                         | 천안시 | 서북구 | 성정동 |      |
| 시민문화회관(지정)사거리 | 쌍용대로                       | 천안시 | 서북구 | 성정동 |      |
| 서부대로사거리           | 서부대로                       | 천안시 | 서북구 | 부성동 |      |
| (이름없음)               | 백석로                         | 천안시 | 서북구 | 백석동 |      |

## 주요건물및 시설
- 볼보자동차 천안전시장(코오롱오토모티브) (동서대로 19/백석동 8-2)
- SK에너지 맘모스충전소 (동서대로 19/백석동 11-17)
- 스피드메이트 천안백석점 (동서대로 23/백석동 11-19)
- SK에너지 글로벌주유소 (동서대로 27/백석동 11-18)
- 쉐보레 천안미래전시장 (동서대로 45/두정동 625)
- 맥도날드 천안두정DT점 (동서대로 49/두정동 627)
- GS칼텍스 두정탑주유소 (동서대로 61/두정동 632)
- 롯데하이마트 두정점 (동서대로 67/성정동 1246)
- 한국전력공사 천안지사 (동서대로 77/두정동 650)
- 르노코리아자동차 두정지점 (동서대로 103/성정동 1248)
- 삼성전자서비스 두정센터 (동서대로 112/성정동 439-1)
- KG모빌리티 천안중앙전시장 (동서대로 115/성정동 1265)
- LG전자베스트샵 두정점 (동서대로 118/성정동 441-19)
- 신한은행 천안중앙지점 (동서대로 129/성정동 1535)
- 타이어태크 서북구점 (동서대로 134/성정동 618-2)
- sh수협은행 천안지점 (동서대로 135/성정동 1533)
- 천안서부신협 성정지점 (동서대로 146/성정동 624-7)
- 써브웨이 천안성정점 (동서대로 150/성정동 625-1)
- 스타벅스 천안성정DT점 (동서대로 154/성정동 625-3)
- 천안 고용복지플러스센터 (동서대로 163/성정동 1437)
- NH농협 농협은행 성정동지점 (동서대로 동서대로 163/성정동 1437)
- 둘리카클리닉 (동서대로 168/성정동 630-6)